# Lonicera morrowii
 Lonicera morrowii   é uma espécie do gênero botânico Lonicera, da família das Caprifoliaceae
É uma planta decídua, nativa do Japão.
É um arbusto, alcançando uma altura de 2 a 2,5 m, com folhas oblongas de 4 a 6 cm de comprimento. A flor é de um branco pálido a amarelo, e a fruta é uma baga vermelho-escura com 7 a 8 mm de comprimento, contendo numerosas sementes.
É uma planta invasora em algumas regiões dos Estados Unidos.